# Тоскин, Кирилл Дмитриевич
Кирилл Дмитриевич Тоскин  (13 июня 1922, Ильинское, Рыбинская губерния — 27 января 1999, Симферополь) — советский и украинский учёный-медик, хирург, доктор медицинских наук, профессор.
Автор более 500 научных работ, в том числе 5 монографий, а также нескольких авторских свидетельств на изобретения; основатель Крымской школы хирургов.

## Биография
Родился 13 июня 1922 года в селе года в селе Ильинском Ярославской губернии в земского врача.
В 1945 году поступил в Ярославский медицинский институт (ныне Ярославский государственный медицинский университет), который с отличием окончил в 1950 году. После обучения в клинической ординатуре работал хирургом в городе Рыбинске.
В 1955—1960 годах — ассистент кафедры общей хирургии Калининского медицинского института (ныне Тверской государственный медицинский университет). В 1955 году защитил кандидатскую диссертацию на тему «К вопросу об остром панкреатите». В 1967 году защитил докторскую диссертацию на тему «Материалы к учению о панкреатитах (клинико-экспериментальное исследование)».
С 1960 года вся трудовая деятельность К. Д. Тоскина была связана с Крымским медицинским институтом (ныне Медицинская академия имени С. И. Георгиевского), где он прошел путь от доцента до профессора, заведующего кафедрой, проректора по научной работе: в 1971—1991 годах — заведующий кафедрой факультетской и госпитальной хирургии педиатрического факультета (в 1969—1992 годах руководил клиникой), в 1992—1997 годах — профессор этой же кафедры, с 1997 года — профессор кафедры хирургических болезней факультета последипломного образования; проректор по научной работе. Преподавал также в Таврическом национальном университете.
Умер 27 января 1999 года в Симферополе.
Заслуженный деятель науки и техники Украины, лауреат Государственной премии Украинской ССР в области науки и техники (1989). Был награждён орденами и медалями. На фасаде Шестой городской больницы города Симферополя К. Д. Тоскину установлена мемориальная доска.